# Короваево (Ивановская область)
Короваево — деревня в составе Илья-Высоковского сельского поселения Пучежского района Ивановской области.

## Население
| 2010 |
| ---- |
| 8    |

## Инфраструктура
Деревня состоит из деревянных и кирпичных частных домовладений. Деревня электрифицирована. С 2012 года осуществляются работы по газификации деревни. Центральный водопровод отсутствует, но возможно бурение скважин.

## Экономика
Вокруг деревни располагаются сельскохозяйственные угодья бывшего колхоза им. Ленина.
Жители деревни занимаются личным подсобным хозяйством, садоводством, огородничеством, пчеловодством, ловлей рыбы.